# بطاحة (عفيف)
بطاحة، هي قرية من فئة (ب) تقع في محافظة عفيف، والتابعة لمنطقة الرياض في السعودية. وتبعد بطاحة عن محافظة عفيف بمسافة تقارب (50)كم.